# Archboldargia scissorhandsi
Archboldargia scissorhandsi là loài chuồn chuồn trong họ Platycnemididae. Loài này được Kalkman mô tả khoa học đầu tiên năm 2007.